# 9. stoljeće pr. Kr.
◄ | 2. tisućljeće pr. Kr. | 1. tisućljeće pr. Kr. | 1. tisućljeće | ►
◄ | 11. stoljeće pr. Kr. | 10. stoljeće pr. Kr. | 9. stoljeće pr. Kr. |8. stoljeće pr. Kr. | 7. stoljeće pr. Kr. | ►
890-ih pr. Kr. | 880-ih pr. Kr. | 870-ih pr. Kr. | 860-ih pr. Kr. | 850-ih pr. Kr. | 840-ih pr. Kr. | 830-ih pr. Kr. | 820-ih pr. Kr. | 810-ih pr. Kr. | 800-ih pr. Kr.
9. stoljeće pr. Kr. je je razdoblje koje je trajalo od 900. pr. Kr. do 801. pr. Kr..

## Glavni događaji i razvoji
u srednjoj Europi počinje željezno doba
- 841. pr. Kr. u jednom ustanku kralj Li Zhou protjeran iz svog glavnog grada. To je prvi događaj iz kineske povijesti koji je moguće pouzdano datirati.
- 814. pr. Kr. osnivanje sjevernoafričkog grada Kartage.
- oko 800 pr. Kr. prvi trgovački kontakti između stanovnika Iberijskog poluotoka s jedne i Feničana i Grka s druge strane.

## Važnije osobe

### Asirski kraljevi
- Asur Nazirpal II. (883. – 859. pr. Kr.)
- Salmanasar III. (858. – 824. pr. Kr.)

## Vanjske poveznice
|  | Zajednički poslužitelj ima još gradiva o temi 9. stoljeće pr. Kr. |